# Condado del Vado Glorioso
El condado del Vado Glorioso es un título nobiliario español creado por el rey Carlos III en favor de José Estanislao de la Barrera y Aranda, XII señor de Anuncibay y alcalde de Medina del Campo, mediante real decreto del 31 de mayo de 1779 y despacho expedido el 29 de octubre de 1780, con el vizcondado previo de Mondragón. Fue rehabilitado en 1917 por el rey Alfonso XIII y recayó en Clara de Murga y Suynaga.

## Condes del Vado Glorioso
|                                 | Titular                                  | Periodo                 |
| Creación por Carlos III         | Creación por Carlos III                  | Creación por Carlos III |
| ------------------------------- | ---------------------------------------- | ----------------------- |
| I                               | José Estanislao de la Barrera y Aranda   | 1780-                   |
| II                              | Francisca Javiera de la Barrera y Aranda |                         |
| Rehabilitación por Alfonso XIII |                                          |                         |
| III                             | Clara de Murga y Suynaga                 | 1917-1967               |
| IV                              | María Joaquina de Murga y Vilches        | 1968-1984               |
| V                               | María Victoria de Murga y Monge          | 1988-2014               |
| VI                              | Rafael de Murga y Calvo                  | 2015-hoy                |

## Historia de los condes del Vado Glorioso
- José Estanislao de la Barrera y Aranda (Medina del Campo, 7 de abril de 1743-3 de abril de 1785), I conde del Vado Glorioso, XII señor de Anuncibay, alcalde de Medina del Campo, pariente mayor de Vizcaya.[2] Era hijo de José Alfonso de la Barrera y Anaya (1713-1766), regidor perpetuo de Medina de Campo, y su esposa María Clara de Aranda y Van der Goes, casados el 21 de enero de 1741.[2]

Casó en primeras nupcias el 25 de agosto de 1764, en la catedral de Valladolid, con Margarita Clara de Navarrete y Lisón de Tejada, hija de Manuel de Navarrete, oidor de la Real Audiencia de Valladolid, y su esposa Margarita Lisón de Tejada; y en segundas nupcias en 1783, en Cáceres, con Manuela Antonia Fernanda de Topete Pereiero Chaves Ulloa y Golfín, poseedora de los mayorazgos de Ulloa y Palomeque, hija de Miguel de Topete y Chaves y su esposa Francisca de Topete y Pereiro. Sin descendencia. Le sucedió su hermana:
- Francisca Javiera de la Barrera y Aranda (Medina del Campo, 3 de diciembre de 1744-Marquina, Vizcaya, 18 de abril de 1773), II condesa del Vado Glorioso.[5]

Casó el 7 de enero de 1770, en Bilbao, con Miguel Antonio de Murga y Andonegui (n. 1737), XVI señor de Murga, pariente mayor y diputado foral de Vizcaya.
El 13 de septiembre de 1917, por rehabilitación, sucedió:
- Clara de Murga y Suynaga (1868-1967), III condesa del Vado Glorioso, dama de la Real Hermandad del Santo Cáliz de Valencia y de la Real Cofradía de Nuestra Señora del Portillo de Zaragoza.[1]

Casó el 23 de agosto de 1893, en Tolosa (Guipúzcoa), con Juan María Venancio de Araquistaín y Lamadrid (1830-1906), licenciado en Derecho y registrador de la Propiedad, que era hijo de Antonio Nicolás de Araquistaín y Goenechea, III señor de Arrascaeta y alcalde de Deva, y su esposa María Josefa de Lamadrid y Barroeta-Aldmar. El 14 de junio de 1968, previa orden del 24 de enero del mismo año para que se expida la correspondiente carta de sucesión (BOE del 1 de febrero), le sucedió su sobrina:
- María Joaquina de Murga y Vilches (1908-Madrid, 28 de diciembre de 1984[8]), IV condesa del Vado Glorioso, dama de la Real Hermandad del Santo Cáliz de Valencia, de la Real Cofradía de Nuestra Señora del Portillo de Zaragoza y de la Asociación de Hidalgos a Fuero de España.[9] Era hija de Alberto de Murga y Suynaga, hermano de la III condesa, y su esposa María Vilches Chell.[10]

Casó el 3 de septiembre de 1947, en Deva (Guipúzcoa), con el genealogista Julio de Atienza y Navajas (1908-1989), II barón de Cobos de Belchite y descendiente de Agustina de Aragón. El 27 de mayo de 1988, previa orden del 14 de abril del mismo año para que se expida la correspondiente carta de sucesión (BOE del 30 de abril), le sucedió su sobrina:
- María Victoria de Murga y Monge (n. Bilbao, 16 de agosto de 1924[13]), V condesa del Vado Glorioso.[4]

Casó en 1952, en Cádiz, con Luis Juliá y Julia. Sin descendencia. El 24 de febrero de 2015, previa orden del 20 de enero del mismo año para que se expida la correspondiente carta de sucesión (BOE del 2 de febrero), le sucedió su sobrino:
- Rafael de Murga y Calvo, VI conde del Vado Glorioso.[4]